# Championnat de Santa Catarina de football 2011
Navigation
Édition précédente Édition suivante
Le championnat de Santa Catarina de football de 2011 était la 86e édition du championnat de Santa Catarina de football. Il fut remporté par Chapecoense, qui remporte à cette occasion son 4e titre à ce niveau.
Les deux finalistes, Chapecoense et Criciúma EC, représenteront l'État de Santa Catarina pour la Coupe du Brésil 2012.

## Règles
En 2011, les règles changent par rapport à 2010.

### Première phase
Les 10 équipes s'affrontent au cours de matches aller à l'issue desquels les quatre premiers se qualifient pour un tournoi final (demi-finales et finale). 

### Seconde phase
Les 10 équipes s'affrontent au cours de matches retour à l'issue desquels les quatre premiers se qualifient pour un tournoi final (demi-finales et finale).

### Finale
Les vainqueurs de chacune des deux premières phases s'affrontent en matches aller et retour au cours de la finale du championnat.
Dans le cas où la même équipe remporterait les deux phases, la deuxième meilleure équipe sur l'ensemble des matches aller et retour se qualifie pour la finale.

## Clubs participants
En 2011, la division principale du championnat regroupait 10 équipes :
- Avaí FC (Florianópolis)
- Brusque FC (Brusque)
- Chapecoense (Chapecó) ***
- Concórdia AC (Concórdia) **
- Criciúma EC (Criciúma)
- Figueirense FC (Florianópolis)
- CFZ Imbituba FC (Imbituba)
- Joinville EC (Joinville)
- Marcílio Dias (Itajaí) *
- CA Metropolitano (Blumenau)

* vainqueur du championnat de division spéciale en 2010.

** deuxième du championnat de division spéciale en 2010.

*** relégué sportivement à l'issue du championnat 2010, Chapecoense profite du forfait de l'Atlético de Ibirama (pour raisons financières) pour conserver sa place en division principale.

## Résultats

### Première phase
Criciúma EC remporte la première phase en finale face à Figueirense FC.

### Seconde phase
Chapecoense remporte la seconde phase en finale face à Avaí FC.

### Finale
Criciúma EC joua le match aller à domicile pour avoir moins bien terminé le championnat que Chapecoense.
| Champion    | Finaliste   | Aller | Retour | Cumulé |
| ----------- | ----------- | ----- | ------ | ------ |
| Chapecoense | Criciúma EC | 0x1   | 1x0    | 1x1    |

Chapecoense gagne le championnat pour avoir terminé en meilleure position la première phase.